# Portugals økonomi
Portugals økonomi er rangeret som nummer 34 på World Economic Forums Global Competitiveness Report i 2019. Størstedelen af den internationale handel foregår med EU, hvis lande modtog 72,8 % af Portugals import i 2015. Spanien er den ubetinget største handelspartner, der stod for 27,7 % af eksporten og 32,8% af importen. Andre områder der er vigtige handelspartnere med Portugal tæller NAFTA (6,3 % af eksporten og 2 % af importen), PALOP (5,7 % af eksporten og 2,5 % af importen), Maghreb (3,7 % af eksporten og 1,3 % af og Mercosul (1,4 % af eksporten og 2,5 % af importen). Den portugisiske valuta er euroen (€) og landet har været del af Eurozonen siden den blev grundlagt. Landets centralbank er Banco de Portugal, og den er en del af Det Europæiske System af Centralbanker, og størstedelen af børshandelen foregår på Euronext Lisbon, der er eget af NYSE Euronext, den første globale aktiebørs.
Den portugisiske økonomi har haft en stabil øget vækst siden tredje kvartal af 2014, med en årligt vækst i BNP på 1,5 i andet kvartal af 2015. Væksten er blevet fulgt af mindre arbejdsløshed (6,3 % i første kvartal af 2019, sammenlignet med 13,9 % i slutningen af 2014). Regeringens budgetunderskud er også blevet reduceret fra 11,2 % af BNP i 2010 til 0,5 % i 2018. Disse tendenser markerer afslutningen flere negative år forårsaget af finanskrisen 2007-2009, hvor den portugisiske økonomi mindskede i 2011, 2012 og 2013, efterfulgt af høj arbejdsløshed (med et maksimum på 17,7 % i 2013. Krisen ledte til en bred vifte af problemer i landet, særligt det offentlige underskud samt stor gæld. Problemerne kulminerede i at Portugal i april 2011 fik en redningspakke fra EU på €78 mia., efter Grækenland og Irland havde fået lignende redningspakker. Regeringen der blev indsat i juni 2011 blev tvunget til at træffe en række hårde og til tider upopulære beslutninger i et forsøg på at stimulere økonomien, mens man samtidig forsøgte at holde et offentligt underskud nogenlunde på gennemsnittet i EU.
Portugal er hjem for en række store virksomheder med er stort internationalt renommé, hvilket bl.a. tæller The Navigator Company, et stort selskab på det internationale papirmarked; Sonae Indústria, verdens største producent af træpaneler; Corticeira Amorim, verdens største producent af kork; Conservas Ramirez, verdens ældste producent af dåsemad; Cimpor, en af verdens 10 største cementproducenter; EDP Renováveis, verdens tredjestørste producent af vindenergi; Jerónimo Martins, supermarkedskæder og markedsleder i Portugal, Polen og Colombia samt TAP Air Portugal, der har et ry for stor sikkerhed, og en af de førende luftfartsselskaber indenfor flyfart mellem Europa, Afrika og Sydamerika (særligt Brasilien).
Uddannelse i Portugal er gradvist blevet moderniseret og udvidet siden 1960'erne, og er blevet anerkendt for sine praksisser i 2000-tallet. Ifølge Programme for International Student Assessment (PISA) i 2015 lå 15-årige elever i Portugal markant over OECDs gennemsnit, når det kom til læsefærdigheder, matematik og viden om naturvidenskab. Portugal rummer flere anerkendte universiteter og handelsskoler, der har bidraget med flere kendte internationale leder og som tiltrækker stadig flere udenlandske studerende. Portugal har den højeste emigrationsandel i EU. Mere end 2 millioner portugisere (20 % af befolkningen) bor uden for Portugal.